# Diospyros pseudomespilus
Diospyros pseudomespilus är en tvåhjärtbladig växtart som beskrevs av Gottfried Wilhelm Johannes Mildbraed. Diospyros pseudomespilus ingår i släktet Diospyros och familjen Ebenaceae.

## Underarter
Arten delas in i följande underarter:
- D. p. brevicalyx
- D. p. pseudomespilus